# Francisco de Contreras y Ribera
No se debe confundir con su contemporáneo el poeta Francisco de Contreras.
Francisco de Contreras y Ribera (Segovia, 18 de diciembre de 1543 - Madrid, 4 de mayo de 1630) fue un hombre de estado español.

## Biografía
Estudiante del colegio de San Salvador de Oviedo de la universidad de Salamanca, comenzó su carrera como regidor de Segovia, cargo que le fue adjudicado en reconocimiento por la muerte de su hermano Juan en la batalla de Lepanto. En 1576 se le concedió plaza de consejero en el Consejo Real de Navarra, de la que hubo de cesar por motivos de salud.
De regreso en Segovia, el presidente de Indias Hernando de Vega y Fonseca le ofreció la presidencia de la Real Audiencia de Guatemala, cargo que Contreras rechazó. 
En 1584 se le dio plaza de oidor en la Real Chancillería de Granada, y en 1591 fue nombrado miembro del Consejo de Órdenes y caballero de la Orden de Santiago, de la que posteriormente llegaría a ser comendador de La Hinojosa y comendador mayor de León.
Desde 1599 fue consejero del Consejo de Castilla y desde 1603 del Consejo de Hacienda; en 1607 desempeñó además en la presidencia del Concejo de la Mesta. En 1613 solicitó la jubilación, que le fue parcialmente concedida relevándole de todos sus cargos y encargándole la superintendencia de los hospitales y obras pías de Madrid. En 1619 fue uno de los jueces que llevaron el proceso contra Rodrigo Calderón. Tras la muerte de Felipe III, su sucesor Felipe IV le trajo desde su retiro para encomendarle la presidencia del Consejo Real de Castilla, en cuyo puesto sirvió más de seis años.
De su matrimonio con María Gasca de la Vega tuvo una única hija, Agustina, muerta en la infancia. Muerto a los 87 años, fue enterrado junto a su mujer en el eremitorio del desierto de Bolarque.
| Predecesor: Fernando de Acevedo | Presidente del Consejo de Castilla Septiembre de 1621 – marzo de 1627 | Sucesor: Gabriel Trejo Paniagua |